# Dyer, Indiana
Dyer är en stad (town) i Lake County, i delstaten Indiana, USA. Enligt United States Census Bureau har staden en folkmängd på 16 376 invånare (2011) och en landarea på 15,8 km².